# Леви-Чивита, Джакомо
Джа́комо Ле́ви-Чиви́та (итал. Giacomo Levi Civita; 25 апреля 1846, Ровиго, Италия — 30 марта 1922, Падуя, Италия) — итальянский политик, отец известного математика Туллио Леви-Чивиты.

## Биография
Родился в состоятельной еврейской семье. В молодом возрасте переехал в Падую, где была ещё свежа память о жестоких репрессиях австрийцев, направленных против студенческих выступлений 1848 года.
Будучи нетерпимым в австрийскому господству, после 1859 года был послан семьей в Пьемонт, находившийся в ту пору в составе Сардинского Королевства, чтобы продолжить обучение.
Участвовал в кампании за независимость и объединение Италии 1860-1861 года, а затем в войне за независимость 1866 года. Был награждён медалью за отвагу (Medaglia al valore militare).
Вернулся в Италию после выхода из Венето в октябре 1866 года, где начал делать карьеру и вскоре стал пользоваться хорошей репутацией в области гражданского и делового права.
Приложил усилия для приобретения муниципалитетом Падуи часовни с фресками Джотто начала XIV века.
С 1877 — член Городского совета Падуи. С 1904 по 1910 годы — мэр Падуи.
3 июня 1908 года был избран сенатором Королевства Италии.
7 июля 1928 года Городским советом Падуи был установлен бюст. Создатель бюста, скульптор Август Санавио.

## Награды
- Орден Короны Италии (13 января 1873)
- Командор ордена Короны Италии (?)
- Орден Святых Маврикия и Лазаря (5 июня 1902)
- Командор ордена Святых Маврикия и Лазаря (6 июня 1907)
- Медаль за отвагу (Medaglia al valore militare)[1]